# 2025년 캄보디아-태국 국경 분쟁
캄보디아와 태국 간의 국경 분쟁은 2025년 5월 28일 짧은 군사 충돌 이후 확대되었다. 이 사건은 태국, 캄보디아, 라오스의 국경이 합류하는 삼국 접경 지역인 에메랄드 삼각지대(크메르어: មុំបី, 태국어: ช่องบก) 근처의 캄보디아-태국 국경 지역에서 발생했다. 이 지역은 오랫동안 캄보디아와 태국 간의 논쟁 지점이었으며, 이전에도 긴장과 여러 차례의 군사 대치의 발화점 역할을 했다.
캄보디아와 태국 간의 국경 분쟁은 시암(현재 태국)과 프랑스 간에 체결된 조약에서 비롯된 모호성에서 기원한다. 캄보디아가 독립한 후, 분쟁 중인 프레아 비헤아르 사원은 1962년 국제사법재판소(ICJ)의 판결로 캄보디아에 귀속되었지만, 사원과 다른 분쟁 지역은 계속해서 논쟁의 대상이 되었으며, 양국의 민족주의적 정서 또한 긴장을 부추겼다. 2008년부터 2011년까지 양국 간의 교전으로 양측 모두 사상자가 발생했으며, 그 후에 ICJ는 1962년 판결을 재확인했다.
2025년 초 국경 지역의 긴장이 고조되었다. 2월 13일, 태국 군인들이 분쟁 중인 프라삿 따 므언 톰 사원에서 캄보디아 관광객들이 캄보디아 국가를 부르는 것을 막아 추가적인 긴장을 야기했다. 5월 28일, 캄보디아와 태국 군인들이 짧게 교전하여 캄보디아 군인 1명이 사망했다. 양국은 서로에게 교전 유발 책임을 돌렸다.
훈 마넷 캄보디아 총리는 이 사건에 대해 ICJ의 판결을 구하는 계획을 시작하면서 태국과의 분쟁을 원치 않는다고 말했다. 품탐 웨차야차이 태국 국방장관 또한 양측 모두 분쟁을 확대하는 것을 원치 않으며 사건이 해결되었다고 말했다. 캄보디아와 태국 군부 간의 회담은 5월 29일에 열렸다.
오스트레일리아 전략정책연구소(ASPI)의 위성 데이터 분석가 네이선 루저에 따르면, 2025년 7월 24일에 발생한 태국과 캄보디아의 충돌에 앞서 군사적 긴장은 주로 캄보디아 측에서 시작된 것으로 보인다. 캄보디아군은 5월 28일 사건 이전부터 여러 거점을 강화했고, 사건 이후에도 신속히 전략적 증원을 전개했다. 분석 결과에 따르면, 캄보디아가 유발한 긴장 고조 사례는 33건, 태국은 14건이며, 양국의 공동 긴장 완화 사례는 9건이었다.

## 배경

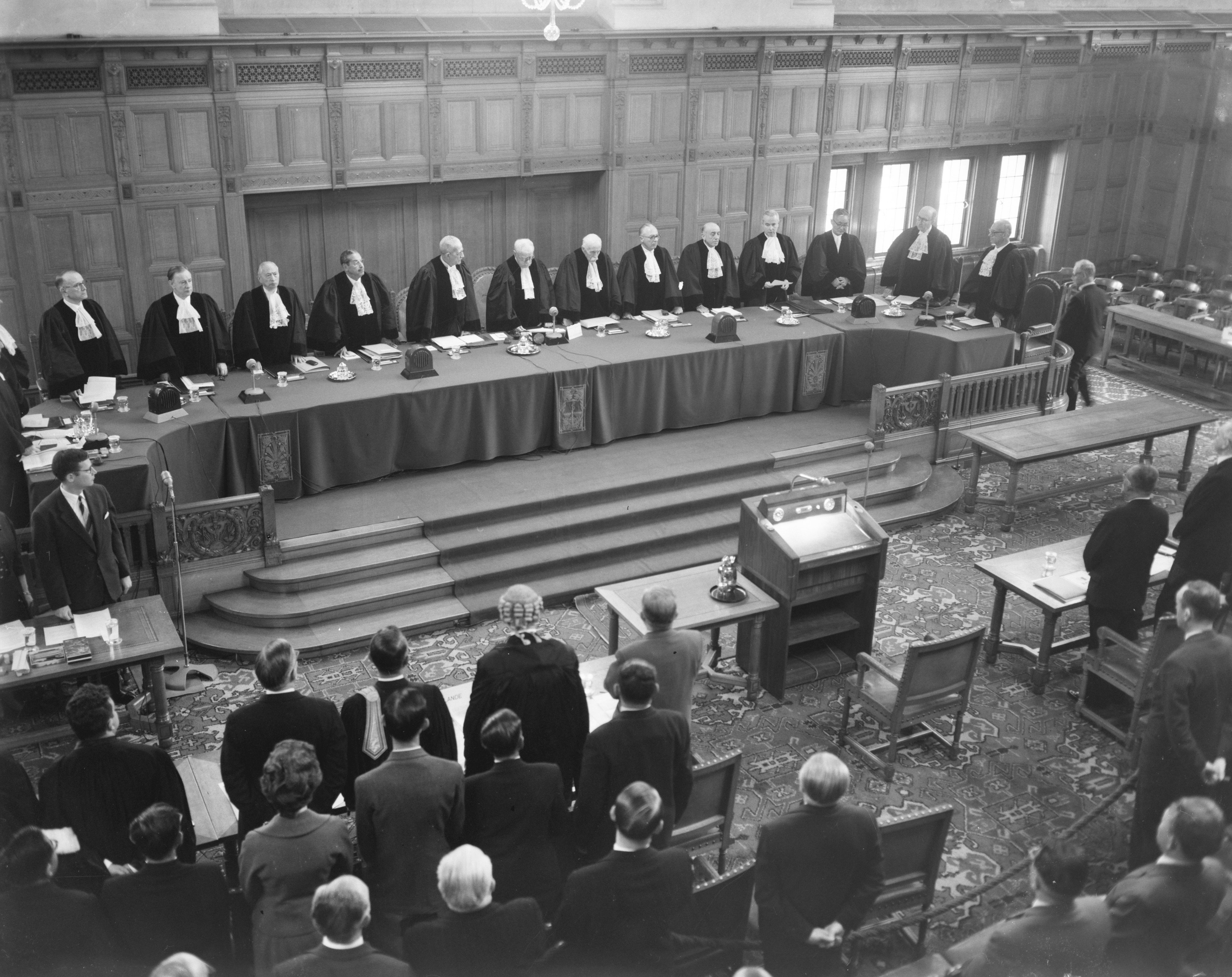
1961년 국제사법재판소에서 심리 중인 프레아 비헤아르 사원 사건

캄보디아와 태국 간의 국경 분쟁은 1904년 프랑스-시암 조약에서 비롯된 경계선의 모호성에 뿌리를 두고 있다. 이 조약은 라따나꼬신 왕국 (현재 태국)과 프랑스 제3공화국 간의 특정 국경 경계를 설정했다. 그러나 캄보디아가 독립한 후, 국제사법재판소 (ICJ)는 1962년에 프레아 비헤아르 사원이 캄보디아의 주권 아래 있다고 판결했다. 그러나 주변 지역은 계속해서 분쟁 중이었고, 특히 2008년부터 2011년까지 군사 충돌로 양측 모두 사상자가 발생하는 등 지속적인 긴장을 초래했다. 양국의 민족주의적 정서는 분쟁을 확대하는 데 핵심적인 역할을 했다. 2008년부터 2011년까지 반복된 충돌로 양측 모두 부상자와 사망자가 발생했으며, 그 후에 ICJ는 1962년 판결을 재확인했다.
2025년 초 국경 지역의 긴장이 다시 고조되었다. 2월 13일, 태국 군인들이 분쟁 지역인 프라삿 따 므언 톰에서 캄보디아 관광객들이 캄보디아 국가를 부르는 것을 금지하여 긴장을 더욱 고조시켰다.
이후 2025년 5월 28일, 태국, 캄보디아, 라오스가 공유하는 삼국 접경 지역인 에메랄드 트라이앵글 (총 복)에서 캄보디아군과 태국군 사이에 무력 충돌이 발생했다. 이 사건으로 캄보디아군 병사 한 명이 사망했다. 양국은 서로에게 폭력 사태를 시작한 책임이 있다고 비난하며, 양자 관계를 또 다른 고조된 긴장 국면으로 몰아갔다.
에메랄드 트라이앵글에서의 충돌 이후, 캄보디아 총리 훈 마넷은 이 문제를 ICJ에 제출하는 절차를 시작하겠다고 발표하면서, 태국과의 분쟁을 원하지 않는다고 밝혔다. 태국 측에서는 국방부 장관 품탐 웨차야차이가 양측 모두 상황이 더 이상 확대되기를 원치 않으며 사건이 이미 해결되었다고 확인했다. 5월 29일, 태국 왕립 육군 총사령관 파나 클라에오플롯툭 장군과 캄보디아 왕립 육군 총사령관 마오 소판 장군 사이에 긴장을 완화하고 향후 사건을 방지하기 위한 노력을 조율하기 위한 회의가 열렸다.

## 사건

### 교전 (5월 28일)
5월 28일, 캄보디아와 태국 군인들은 짧은 10분간의 교전을 벌였고, 그 결과 캄보디아 군인 1명이 사망했다. 이 교전은 캄보디아의 프레아비헤아르주와 태국의 우본랏차타니주 국경을 따라 발생했다. 양국은 서로가 공격자라고 주장했다. 캄보디아군 대변인 마오 팔라는 태국군이 오랫동안 사용해온 참호에서 캄보디아군에게 먼저 총격을 가했다고 주장했다. 한편, 태국군 대변인 윈타이 수바레는 태국군이 캄보디아군이 총격을 가하기 전에 철수하도록 설득하려 했다고 주장했다.

### 긴장 완화 시도와 지속적인 긴장
6월 5일, 긴장 완화를 위한 양자 회담이 열렸지만, 구체적인 성과를 내지 못했다. 태국 국방장관 품탐 웨차야차이는 캄보디아가 태국의 제안을 거부했으며, 6월 7일 태국이 국경에 군사력을 증강할 것이라고 주장했다. 같은 날, 태국군은 캄보디아 민간인들이 태국 영토를 자주 침범하고 있으며, “이러한 도발과 군사력 증강은 무력 사용의 명확한 의도를 나타낸다”고 주장했다. 6월 17일, 캄보디아는 태국산 과일과 드라마 수입을 금지한다고 발표했다.

### 통화 유출
2025년 6월 15일, 태국 총리 패통탄 친나왓은 프놈펜 부시장 클리앙 후엇에게 연락하여 훈 센과의 비공식 대화에서 통역사 및 중개자 역할을 해달라고 요청했다. 이 대화는 공식 외교 의정서 밖에서 진행되었고, 양국 정부에서 공식 기록을 남기지 않았으며, 두 고위 정치인 간의 사적인 의견 교환을 목적으로 했다. 그러나 패통탄은 훈 센이 자신의 휴대폰으로 전체 통화 내용을 녹음했다는 사실을 알지 못했던 것으로 알려졌다. 2025년 6월 18일, 훈 센은 태국 정부에 사전 통보 없이 이 오디오 클립을 일방적으로 공개하여 태국 국내는 물론 광범위한 지역에서 정치적 파장을 일으켰다.
오디오 유출의 영향은 태국 경제 부문, 특히 자본 시장에서 즉시 분명히 나타났다. 클립이 공개된 후 3거래일 연속으로 태국 증권거래소 지수가 급락했는데, 이는 태국 정부의 정치적 안정성에 대한 투자자들의 불안감을 반영한다. 벤치마크 지수의 누적 -4.17% 하락은 태국 정치 지도부의 강점과 결속력에 대한 국내외 투자자들의 시장 신뢰 상실을 나타냈다. 6월 18일 오후 8시 30분, 주요 연립 파트너인 부미차이타이당이 연정에서 공식 탈퇴를 발표하면서 긴장은 더욱 고조되었다. 이 정치적 전개는 패통탄 행정부가 의회 다수석을 잃게 만들었고, 리더십 위기를 야기하며 정부가 집권할 수 있을지에 대한 의문을 불러일으켰다. 국가의 정치적 궤적에 대한 국민과 투자자들의 신뢰는 크게 흔들렸다.
국제 관계 학자 및 전문가들의 관점에서 유출된 오디오 클립은 태국 행정권의 취약하고 복잡한 구조를 드러낸 중요한 순간으로 널리 간주되고 있다. 태국 외교 관계를 전문으로 하는 저명한 학자 파빈 차차발퐁푼은 온라인 플랫폼을 통해 패통탄이 훈 센과 사심 없이 나눈 대화가 외국 지도자에게 "복종"하는 형태를 반영한다고 논평했다. 그는 그녀의 행동이 외교 경험 부족을 보여주며 태국의 주권적 입지에 대한 인식에 위험을 초래한다고 주장했다. 동시에 태국 국민의 일부는 친나왓 가문과 훈 가문 간의 오랜 관계의 적절성에 의문을 제기하기 시작했다. 일부 관찰자들은 이 동맹이 태국의 동쪽 이웃 국가에 대한 외교 정책 입장에 영향을 미쳤다고 믿는다.
유출된 대화에서 가장 논란이 된 부분 중 하나는 패통탄이 태국 왕립군을 자신의 행정부에 대한 "경쟁 파벌"로 묘사한 것이다. 그녀는 훈 센에게 자신의 정부가 군부와 계속해서 어려움을 겪고 있으며, "그들은 모두 야당 편이다"라고 말했다. 이 발언은 고위 군 장교들, 특히 제2군 지역 사령관인 육군 중장 분신 파드끌랑을 지칭하는 것으로 널리 해석되었다. 패통탄은 나중에 분신에게 공식적으로 사과하고, 이 대화가 공식 업무 시간 외에 이루어졌으며 어떤 기관도 훼손할 의도가 아니었다고 해명했지만, 대중의 비판은 여전히 거셌다. 그녀의 판단, 외교적 신중성, 그리고 태국의 장기적인 국익을 해칠 수 있는 방식으로 외국 지도자들과 개인적인 관계를 맺는 것의 광범위한 함의에 대한 의문이 계속해서 제기되었다.

### 국경 검문소 폐쇄
뜨랏주는 2025년 6월 7일 국가안보위원회 (NSC) 회의 후 태국 국방부가 국경 지역에 대한 권한을 태국 왕립 육군에 위임하면서 국경 관리 개혁이라는 더 넓은 맥락에 속하게 되었다. 이 제안은 패통탄이 주도했다. 이 위임에 따라 군은 각 현장 부대에 캄보디아 국경을 따라 있는 검문소의 개방 및 폐쇄 시간을 규제하는 등 국경 통제를 엄격히 시행하도록 명령했다. 즉각적인 공식 폐쇄는 없었지만, 이 위임은 지역 사령관들이 현지 상황에 따라 재량껏 행동할 수 있도록 허용했다.
2025년 6월 21일 저녁, 분신은 NSC와 군 지침에 따라 부여된 권한을 행사하여 반끄루앗군, 부리람주의 총 사이 타쿠 무역 완화 검문소를 무기한 폐쇄하는 것을 승인했다. 그는 국가 안보, 생명과 재산의 안전, 국경 관리의 운영 적합성을 이유로 들었다. 이는 중앙의 권한 위임 이후 첫 번째 엄격한 조치였으며, 태국과 캄보디아 간의 지역 차원에서 정책 기반 보복의 주요 전환점이 되었다.
검문소 폐쇄의 결과로 캄보디아는 다음날 아침에 대응 조치를 발표했다. 2025년 6월 22일 오전 7시, 훈 마넷은 자신의 페이스북 페이지를 통해 캄보디아 정부가 태국의 총 사이 타쿠 검문소 바로 맞은편에 위치한 오다르메안체이주, 반떼이 암필군의 반 주프 코키 검문소를 폐쇄하기로 결정했다고 발표했다. 또한 캄보디아는 오다르메안체이주, 안롱 벵군의 또 다른 검문소인 총 춤도 폐쇄하도록 명령했는데, 이 검문소는 시사껫주, 푸싱군의 태국 총 사응암 영구 국경 검문소와 마주보고 있다. 이러한 움직임은 태국의 조치에 대한 캄보디아의 국경 수준 외교적 반격을 반영하는 것으로, 이는 양국 간의 국경 무역뿐만 아니라 이 경로에 의존하는 지역 사회의 생계에도 영향을 미칠 수 있다.
2025년 6월 23일 15시 20분, 패통탄은 국제범죄 대응 회의 후 성명을 발표했다. 그녀는 총사령관 송윗 눈팩디 장군, 태국 왕립 경찰 감찰관 탓차이 피타닐로붓 경찰 총장 및 기타 관련 기관과 함께 했다. 정부는 국제범죄 퇴치에 대한 국제 협력을 강화하는 것을 목표로 했으며, 유엔 보고서에 따르면 캄보디아가 국제 사회에 영향을 미치는 그러한 범죄의 주요 원천이므로 핵심적으로 다루어졌다. 태국은 이를 안보 위협으로 간주하고, 캄보디아와 국경을 접하는 7개 주 전체에 대한 엄격한 국경 통제, 시엠립 앙코르 국제공항으로 가는 항공편에 대한 강화된 감시를 포함한 모든 국가 기관에서 대응 조치를 강화했다. 이 조치는 6월 3일에 수완나품 공항으로 노선을 막 개시했던 에미레이트 항공에 영향을 미쳤다.
정부는 또한 금융 경로를 검토하고 국제범죄에 대한 단속을 시행하는 동시에 산업, 서비스, 농업 부문에서 영향을 받는 기업을 위한 구제 조치를 시행하기 시작했다.
태국은 이후 NSC가 부여한 군사 권한에 따라 캄보디아-태국 국경을 따라 모든 국경 검문소를 폐쇄했다. 19시 10분, 제1군 지역은 사깨오주의 모든 검문소에 영향을 미치는 명령을 발표하여, 인도적 사례 (교육, 긴급 의료)를 제외하고 모든 차량과 인원의 국경 통행을 중단했다. 나중에 제2군 지역은 수린주, 시사껫주, 부리람주에 대해 유사한 명령을 발표하여 동일한 금지를 유지했지만 농산물 및 필수 소비재의 통행은 허용했다. 마지막으로 짠타부리 및 뜨랏 국경 방어 사령부는 짠타부리와 뜨랏주를 포함하는 명령을 발표하여 동일한 인도적 및 제한적 무역 예외를 적용했다.
세 군사 명령 모두 국가 안보 문제와 특히 인신매매, 콜센터 갱단, 하이브리드 사기와 관련된 국제범죄 퇴치를 강화하여 태국인의 생명, 재산, 주권 및 영토 보전을 보호해야 할 필요성을 언급했다.

### 태국, 대사 소환
2025년 6월 20일 확인되지 않은 보고서에 따르면 태국 외무부가 대사를 소환하고 캄보디아와의 외교 관계를 임시대리대사 수준으로 격하했다고 한다. 그러나 같은 발행인이 나중에 발표한 또 다른 확인되지 않은 보고서에 따르면 외무부는 대사를 태국으로 소환하여 상황을 "평가"했을 뿐이라고 해명했다. 현재까지 양국 간의 외교 관계는 공식적으로 격하되지 않았다.

### 2025년 6월 21일
2025년 6월 21일, 태국은 부리람주 반끄루앗군의 사이 타쿠 국경 검문소를 폐쇄했다. 이 조치는 캄보디아의 보복을 촉발시켰고, 캄보디아는 이후 태국의 부리람주 및 시사껫주 맞은편에 위치한 두 개의 추가 국경 검문소 폐쇄를 명령했다.

### 2025년 6월 22일
2025년 6월 22일, 캄보디아 총리 훈 마넷은 자신의 페이스북에 "오늘 자정부터 태국으로부터의 모든 연료 및 가스 수입이 중단될 것입니다"라고 발표했다.

### 2025년 6월 24일
국가부패방지위원회 (NACC)는 패통탄 친나왓 총리에 대한 예비 조사를 시작했다. 이 조사는 태국-캄보디아 국경 분쟁과 관련하여 캄보디아 상원 의장 훈 센과의 논란이 된 대화에서 비롯된 중대한 윤리 강령 위반 혐의에 관한 것이다.

### 2025년 6월 26일
태국 왕립 해군은 주 초에 짠타부리주 국경 상공에서 미확인 드론 4대를 안티드론 조치로 격추했다고 주장했다.

### 2025년 7월 24일
2025년 7월 24일, 국경 위기가 격화되면서 캄보디아와 태국 간에 충돌이 발생했다. 태국에서는 민간인 13명과 군인 6명을 포함하여 최소 19명이 사망했으며, 캄보디아에서는 1명이 사망했다.
양측은 2025년 7월 24일 발생한 적대 행위의 시작에 대해 서로에게 책임을 돌리고 있다. 태국 공식 보고서에 따르면, 일련의 교전으로 민간인 13명이 사망하고 32명이 부상당했다. 캄보디아는 아직 종합적인 사상자 수를 발표하지 않았다.(7월 24일 기준) 캄보디아는 1명이 사망하고 5명이 부상당했다고 보고했다.

### 7월 24일
오전에 태국 군인들은 태국이 통제하는 프라삿 따 무엔 톰 사원 주변에 캄보디아 무인 항공기가 비행하고 있으며, 태국 기지 앞에 설치된 철조망으로 접근하는 캄보디아 무장 군인 6명을 발견했다고 보고했다. 태국 왕립 육군은 캄보디아 군대가 따 무엔 톰 사원 동쪽 약 200미터 지점에서 태국 군대에 발포했다는 보고를 확인했다.
캄보디아는 캄보디아가 먼저 공격하였다는 태국의 주장을 부인하며 7월 24일 오전에 따 모안톰 과 따 끄러베이 사원 인근에서 태국군이 먼저 발포하였다고 발표하였다. 캄보디아는 이러한 태국의 무력 침략에 대해 영토와 주권을 지키기 위한 자위권 차원에서 대응하였다고 밝혔다. 이와 함께 다음과 같은 4가지 사항을 발표하고 국제 사회의 지지를 호소하였다.
1. 태국의 무력 침공을 국제법 위반이자 지역 안정에 대한 위협으로 규탄합니다.
2. 캄보디아의 자위권과 영토 보전을 수호합니다.
3. 적대 행위의 즉각적인 중단과 캄보디아 영토에서의 태국군 철수를 요구하십시오.
4. 사건에 대한 공정한 국제 조사를 지지하여 사실 관계를 규명하고 침략자들의 책임을 묻도록 하십시오.
오전 9시 40분(모든 시간은 현지 시간), 태국 군대는 캄보디아가 주거 지역 근처의 프라삿 돈 뚜안을 향해 BM-21 자주 다연장 로켓 발사기를 발사했다고 주장했다. 10시 58분, 태국 왕립 공군의 F-16 6대가 우본랏차타니주의 총 안 마에 있는 캄보디아 진지를 폭격했으며, 태국은 나중에 이 공격으로 캄보디아 8사단과 9사단 지휘소가 파괴되었다고 주장했다.
프놈펜 주재 태국 대사관은 캄보디아에 거주하는 태국 시민들에게 즉시 출국할 것을 요청했으며, 충돌이 "확대될 가능성이 있다"고 덧붙였다. 태국은 또한 캄보디아와의 국경 폐쇄를 발표했다.
시사껫주의 한 주유소가 캄보디아의 BM-21 그라드 로켓에 맞아 8세 소년을 포함하여 최소 8명의 사망자를 포함한 "많은" 민간인 사상자가 발생했다. 11시 54분, 캄보디아 군인들이 파놈 동 락 병원을 공격하여 부상자가 발생하고 병원이 대피했다. 병원은 상당한 피해를 입었다.
오후 2시 41분, 태국 왕립 육군은 카오 삿타솜에서 캄보디아 탱크 두 대를 성공적으로 파괴했다고 주장했다. 3시에 태국 군대는 국경을 넘어 침략하는 캄보디아 군대와의 지속적인 충돌에 대응하여 "유타보딘 작전(Operation Yuttha Bodin)"이라는 이름으로 육공 합동 공세를 시작했다. 이 공세는 파나 끌래오쁠로툭(พนา แคล้วปลอดทุกข์) 장군이 이끌고 있다.
저녁에 상원 의장 훈 센은 캄보디아가 "태국에 맞서 싸울 수밖에 없다"고 주장하며, 자신이 화상 링크를 통해 군 지휘에 참여했다고 덧붙였다. 센은 태국 언론에 보도된 것처럼 해외로 여행하지 않았으며, 태국 군대가 상황을 악화시켰다고 비난하며 태국군이 타 무엔 톰 사원 입구를 폐쇄할 계획이라고 주장했다. 같은 날 저녁, 캄보디아의 오다르메안체이주 지방 정부는 5,000명의 시민이 분쟁 지역에서 대피했다고 발표했다. 최소 4명의 캄보디아 민간인이 충돌로 부상당했다.
말리 소체타타 중장은 태국군과의 긴 충돌 끝에 캄보디아군이 타 크라베이 사원, 몸 베이 지역, 타 모안 톰 사원을 점령했다고 밝혔다.
태국 왕립 공군은 캄보디아가 민간인을 공격하기 위해 무기를 사용한 행동을 비난하며 "인권 침해로부터 국민과 주권을 방어할 준비가 되어 있다"고 밝혔다. 캄보디아 언론의 F-16 항공기 격추 주장은 부인했다.

### 7월 25일
두 군대 간의 충돌은 프놈트벵메안체이와 타 크라베이 지역에서 계속되었다. 오다르메안체이주와 프레아 비헤아르 접경 지역에서는 심한 포격이 보고되었다. 캄보디아 언론은 캄보디아가 국경을 넘어 모든 요새를 유지하고 있다고 주장했다. 태국 왕립 육군 대변인 리차 숙수완온에 따르면, 충돌은 캄보디아가 소화기와 중화기를 사용하여 전투를 시작한 후 오전 4시 30분에 시작되었으며, 태국 왕립 육군은 포병 사격으로 대응했다. 그는 또한 7월 24일에 캄보디아 로켓에 맞은 깐타랄락군에서 폭탄 처리 작업을 수행하고 시신을 수습하고 있다고 밝혔다.
대행 총리 푸탐 웻차야차이는 충돌 이틀째에 상황이 악화되면 분쟁이 전면전으로 확대될 수 있다고 밝혔다.
미국, 중화인민공화국, 그리고 현재 아세안 지역 블록의 의장국인 말레이시아의 대화 촉진 제안에 대해 태국은 현재 진행 중인 분쟁을 종식시키기 위한 제3국 중재 제안을 거부하고 양자 회담을 통해서만 상황을 해결하기로 결정했다.
태국 왕립 2군(Royal Thai 2nd Army)은 캄보디아인들이 태국군이 포병과 공군을 사용하지 못하도록 태국군과 근접 전투에 병력을 배치하고 있으며, 캄보디아가 참 태에서 기갑 공격을 시작했다고 발표했다. 또한 캄보디아가 태국에 대한 군사 작전을 중단하고 협상 테이블로 돌아올 것을 요구했다.
캄보디아 군대는 태국군이 클로크 지역과 타크라베이 및 타 모안 사원에서 여러 차례 공격을 개시했다고 주장했다. 그들은 태국이 클로크 지역과 초암 크산트군을 폭격하기 위해 국제 협약을 위반하는 집속탄을 사용했으며, 태국 왕립 육군이 타크라베이 사원을 점령하기 위해 공세를 시작했지만 통제권은 캄보디아에 남아 있다고 밝혔다.
태국은 캄보디아 내 7개 지역에 공습을 가했다. 캄보디아 군대는 태국군이 F-16 전투기를 사용하여 프레아 비헤아르 사원 주변에 네 번, 왓 케오 시카 키리 스와르에 세 번, 타크라베이 지역에 한 번 폭탄을 투하했으며, 오다르메안체이주의 한 초등학교에 포격을 가했다고 밝혔다.
태국군은 푸 피 지역에서 약 100명의 침략하는 캄보디아 군인들이 공격 중 사망했다고 주장했다. 캄보디아 군대는 469고지를 점령하려 시도했다.
캄보디아와 접경한 짠타부리주와 뜨랏주의 8개 지역에 계엄령이 선포되었다.

### 7월 26일
오전 5시 20분, 짠타부리와 뜨랏 지역에서 충돌이 시작되었다는 보고가 나왔다. 에크팝 마을, 트마르 다 코뮌, 비얼 벵 지구는 새벽에 태국군에 의해 포격되어 주민 3명이 부상당했다. 캄보디아는 이 공격을 도발적이고 계획적이라고 비난했다.
태국 왕립 해군은 캄보디아군이 오전 5시 10분에 뜨랏주의 반 참락을 공격한 후 "뜨랏 피캇 파이리 1" 작전을 시작했다. 캄보디아군은 국경을 따라 세 지점을 공격했지만, 오전 5시 40분까지 태국 해군 작전으로 캄보디아군은 퇴각했다.
26일 오전, 태국은 푸마크아를 성공적으로 점령했다고 주장했다.
같은 날, 포탄 10발이 라오스 영토에 떨어져 피해를 입혔다. 라오스는 조사 결과 이 총알이 캄보디아의 것임을 확인했다.
무인 항공기 목격이 클롱 야이에서 보고되었다. 당국은 대중에게 의심스러운 활동을 보고할 것을 촉구했다.
오전 8시 20분, 태국 해군은 코쿳군과 반 핫렉에서 작전의 일환으로 4척의 함정으로 구성된 기동 부대를 배치했다. 이 부대에는 고속 공격 포정 및 초계 포정이 포함된다.

## 협상
6월 2일, 훈 마넷은 캄보디아 정부가 ICJ에 소송을 제기할 것이며, 태국이 이 문제를 ICJ에 맡기고 어떠한 무력 충돌도 막는 데 동의하기를 바란다고 발표했다. 그러나 태국은 ICJ의 관할권을 인정하지 않는다. 품탐 웨차야차이는 대신 모든 문제는 양자 협상을 통해 해결되어야 한다고 말했다.

## 주장된 영토와 분쟁의 발생

### 캄보디아
캄보디아 정부는 역사적, 문화적 증거를 바탕으로 고대 크메르 사원이 위치한 국제 국경을 따라 특정 지역이 캄보디아에 정당하게 속한다고 주장한다. 이는 특히 태국, 캄보디아, 라오스가 합류하는 삼국 접경 지역인 에메랄드 트라이앵글뿐만 아니라 따 므언 사원 단지 주변 지역에도 해당된다. 따 므언 사원 단지에는 프라삿 따 므언 톰, 프라삿 따 므언 톳, 프라삿 따 므언 노이, 그리고 프라삿 따 끄라베이가 포함된다.
이들 지역은 태국 동부 국경, 특히 수린주, 파놈동락군과 우본랏차타니주, 남은군에 위치한다. 캄보디아 측에서는 오다르메안체이주와 프레아비헤아르주에 해당한다. 캄보디아 정부는 이 지역들이 한때 고대 크메르 제국의 통제 아래 있었으며, 고전 크메르 건축의 존재가 이 지역에 대한 캄보디아의 역사적, 문화적 주권을 명확히 증명한다고 주장한다.
따라서 캄보디아는 태국이 이러한 고대 유적지 근처에 군사 기지나 보안 초소를 설치하는 것을 자국 영토 보전과 주권 침해로 간주한다.

### 태국
프레아 비헤아르 사원은 원래 태국 시사껫주의 깐타랄락군에 속해 있었으나, 국제사법재판소 (ICJ)는 1962년 프레아 비헤아르 사건에서 사원에 대한 주권을 캄보디아에 부여하는 판결을 내렸다. 이 결정은 20세기 초 프랑스-시암 경계 위원회가 제작한 1:200,000 축척 지도에 기반을 두었다. 태국은 이 지도를 공식적으로 인정하지 않았지만, ICJ는 태국의 오랜 침묵과 항의 부족을 사실상의 승인으로 간주했다.
오늘날 사원은 캄보디아 프레아비헤아르주 촘 크산군에 위치하며, 깐타랄락군과 인접한 태국 국경 근처에 있다. 태국은 특히 원래 판결에 명시적으로 포함되지 않았고 오늘날까지 양국 간 분쟁의 대상이 되고 있는 "주변 지역" 문제에 대해 부분적으로 판결에 동의하지 않는다는 입장을 유지해 왔다.
또한 태국은 따 므언과 다른 국경 지역에 위치한 크메르 유적과 같은 사원들이 역사적, 전략적으로 중요하다고 생각하며, 따라서 침해로부터 보호되어야 한다고 믿는다.